# Hessische mug
De hessische mug (Mayetiola destructor) is een muggensoort uit de familie van de galmuggen (Cecidomyiidae). De wetenschappelijke naam van de soort is voor het eerst geldig gepubliceerd in 1817 door Say.